# Ivar Lissner
Ivar Arthur Nicolai Lissner  (* 23. April 1909 in Lievenhof, Gouvernement Witebsk, Russisches Kaiserreich, heute Līvāni, Lettland; † 4. September 1967 in Chesières sur Ollon bei Montreux in der Schweiz) war ein deutscher Publizist und Autor.

## Leben
Lissner war Deutschbalte mit jüdischen Vorfahren. Seine Eltern waren Kommerzienrat Dr. Robert Lissner, ein Geschäftsmann, der unter anderem Korkfabriken besaß, und Charlotte Lissner, geb. Gensz. Die Familie zog vor dem Ersten Weltkrieg nach Moskau, wurde während des Krieges in das Wolga-Gebiet verbannt und kehrte 1917 nach Moskau zurück. Den politischen Unruhen der Nachkriegszeit ausweichend, zog die Familie erst nach Riga und dann weiter nach Berlin, wo Lissner das Gymnasium besuchte. Er studierte Sprachen, Geschichte, Völkerkunde und Jura in Greifswald, Berlin, Göttingen, Erlangen, Lyon (1931/32) und an der Sorbonne in Paris und promovierte im April 1936 in Erlangen über ausländisches Handelsrecht.
Zum 1. April 1933 trat er der NSDAP bei (Mitgliedsnummer 1.790.809). Ein 1935 bei der Hanseatischen Verlagsanstalt erschienenes Buch, in dem er die in seinen Augen erzielten Errungenschaften des Nationalsozialismus vor internationalem Hintergrund präsentierte (Blick nach Draußen), führte dazu, dass er 1936 im Auftrag des Verlags als Reiseschriftsteller in die USA und nach Kanada ging. Daraus entstand sein Buch Völker und Kontinente, das damals ein Bestseller war. Lissner schrieb nun auch für den Hanseatischen Dienst, den Pressedienst seines Verlages, und einige seiner Artikel wurden laut Heinz Höhne auch von der DAF-Zeitung Der Angriff nachgedruckt. Er ging wieder auf Weltreise nach Asien (woraus sein Buch Menschen und Mächte am Pazifik entstand), erlebte aber einen Schock, als er bei seiner Rückkehr Januar 1937 erfuhr, dass sein Vater aufgrund einer Denunziation beschuldigt wurde, einen für den Ariernachweis notwendigen Nachweis aus den Kirchenbüchern der evangelisch-lutherischen St.-Petri-Gemeinde zu Riga mit der Hilfe des dortigen Pastors gefälscht zu haben. Die Gestapo, die ihn verhaftet hatte, verdächtigte Lissner, Jude zu sein, konnte aber zunächst nichts beweisen, so dass er wieder freikam. Lissner begann sich innerlich vom Nationalsozialismus zu distanzieren, behielt aber nach seinen Erfahrungen in Russland eine anti-sowjetische Einstellung. Dieser Darstellung Höhnes wird in einem auf der Lissner-Website erschienenen Artikel widersprochen. Demnach habe Lissner immer von seiner jüdischen Herkunft gewusst. Eine pro-nationalsozialistische Einstellung habe bei ihm zu keinem Zeitpunkt bestanden.
Ende 1938 lernte Ivar Lissner nach eigenen Angaben Vizeadmiral Canaris, Lahousen und Oberstleutnant Oster kennen und wurde Agent der Abwehr. Getarnt als Korrespondent sollte er nach Tokio reisen und über Japan und die Mandschurei berichten. Gegen diese Darstellung Lissners wandte sich 1975 der Journalist Heinz Höhne, der das Nachwort für die 2. Auflage der Memoiren Lissners verfasste. Höhne gibt an, dass Lissners Zusammenarbeit mit der Abwehr erst sehr viel später (nach dem 5. Juni 1940) erfolgte. Diese sei durch einen Schulfreund Lissners, einem Hauptmann Werner Schulz, zustande gekommen.
Die Historiker Hans Coppi und Winfried Meyer belegen allerdings, dass diese Darstellung Höhnes unrichtig ist. Hauptmann Werner Schulz war weder bei der Abwehr für Lissner zuständig, noch kann er ein Schulfreund Lissners gewesen sein. Ein auf der Lissner-Website erschienener Artikel kommt zu dem Schluss, dass es sich bei „Hauptmann Werner Schulz“ „mit an Sicherheit grenzender Wahrscheinlichkeit“ um eine „fiktive Konstruktion Heinz Höhnes“ handelt. Diese sei mit „anscheinend frei erfundene[n]“ Zitaten und „angebliche[m] Detailwissen“ auf „Basis von historischen Biografien“ entstanden. Tatsächlich wird aus den im Artikel genannten Quellen deutlich, dass es sich bei „Hauptmann Schulz“ um eine Kombination der Biografien der Abwehrmitarbeiter Dr. Julius Berthold Schultze und Gideon Richard Werner Schüler handelt. Beide können weder Schulfreunde Lissners gewesen sein, noch war einer von ihnen zur Rekrutierung Lissners – wie von Heinz Höhne behauptet – in Shanghai. Der Artikel zeigt des Weiteren anhand von Telegrammen des Auswärtigen Amtes, dass Ivar Lissner bereits weit vor dem von Höhne genannten Rekrutierungstermin für die Abwehr tätig war. Lissner sei, getarnt als Korrespondent für den Angriff und den Völkischen Beobachter (VB), nach Ostasien gereist. Dies erkläre auch, wie Lissner Artikel veröffentlichen konnte, ohne Mitglied in der Pflichtorganisation Reichspressekammer gewesen zu sein. Diese Tatsache sei von Höhne „durch die Streichung aller diesbezüglichen Passagen und gegenteiliger Beteuerungen Ivar Lissners aus dessen Memoiren und seine eigene mangelhafte Recherche“ verschleiert worden. Zudem habe Höhne in diesem Zusammenhang ein Zitat Lissners aus einem Brief an den britischen Historiker Deakin „in entstellender Form aus dem Zusammenhang gerissen“ und „als Beleg angeführt, Ivar Lissner habe wahrheitswidrig jegliche Pressetätigkeit für den „VB“ bestritten.“ Tatsächlich habe Lissner aber lediglich eine Mitgliedschaft in der Reichspressekammer verneint – die Voraussetzung für eine tatsächliche Korrespondententätigkeit – und eine 33 Tage andauernde vorgebliche Tätigkeit für den VB eingeräumt.
Aufgrund der mangelhaften veröffentlichten Quellenlage zu den Umständen des Eintritts Ivar Lissners in die Abwehr  ist unklar, ob die nachfolgend auf Heinz Höhne basierende Darstellung der geschichtlichen Abläufe zutreffend ist oder nicht. Dies gilt insbesondere für die Frage, ob die Aktivitäten Lissners bis zum September 1940 ursächlich mit dessen Abwehrtätigkeit (Tarnung als Korrespondent, Zugang zum Überläufer Genrich Samoilowitsch Ljuschkow) in Zusammenhang stehen. Festzustellen ist, dass Heinz Höhne in seinem Nachwort zu den Lissner-Memoiren diese Möglichkeit verneint und als Begründung Lissners Ehrgeiz sowie wörtliche Zitate eines angeblichen Schulfreundes Lissners, Hauptmann Werner Schulz, angibt. Neben den bereits von Hans Coppi und Winfried Meyer in ihrer Buchbesprechung angeführten Argumenten zur mangelnden Stichhaltigkeit der Argumentation Höhnes, ist des Weiteren veröffentlichte Quellenlage, dass seine Datierung der wörtlichen Zitate des Hauptmanns Schulz (Juni 1940) sowie des Rekrutierungstreffens (5. Juni 1940 in Shanghai) der Aktenlage zur Freilassung Robert Lissners aus der Haft widersprechen. Diese fand bereits am 10. Oktober 1939 statt.
1938 fuhr Lissner für die Hanseatische Verlagsanstalt nach Ostasien, wo er u. a. von den Kämpfen der japanischen Armee im Grenzkonflikt mit der Sowjetunion berichtete. Er wurde auch für japanische Zeitungen interviewt und versorgte den deutschen Gesandten mit Informationen. Während seines Aufenthalts in der Mandschurei im Sommer 1938 fungierte Lissner beim Überlaufen des NKWD-Chefs für den Fernen Osten Genrich Samoilowitsch Ljuschkow als Dolmetscher. Im Juli 1938 schrieb er einen Artikel über Ljuschkov der im Angriff abgedruckt wurde.
1939 reiste Lissner als Korrespondent des Angriff und zusätzlich des VB wieder nach Japan. Er knüpfte auch Kontakte zur deutschen Botschaft in Tokio. Diese hatte ihn, „ohne Kenntnis“ seiner jüdischen Herkunft, „in den Propagandadienst der Botschaft genommen.“ Zu diesem Zeitpunkt war er ein angesehenes Mitglied der (nationalsozialistisch ausgerichteten) deutschen Gemeinde in Tokio. Im September 1939 ermittelte die Gestapo erneut gegen Lissners Vater und verhaftete ihn, da sie nun glaubte, stichhaltige Beweise zu haben. Lissner verlor in der Folge seine Posten in Tokio, und ein Parteiausschlussverfahren wurde eröffnet. Botschafter Ott beschäftigte ihn noch „aus Zweckmässigkeitsgründen“ für vier weitere Monate, nachdem er dem Auswärtigen Amt mitgeteilt hatte, dass dies „das einzige Mittel sei, ihn [Lissner] vom überschwenken ins feindliche Lager abzuhalten.“ Des Weiteren informierte er die Botschaft in Shanghai und den Landesgruppenleiter der NSDAP sogar laufend über den Stand des Verfahrens zu Lissners jüdischer Herkunft und startete einen Versuch, Lissner ausbürgern zu lassen. Hiermit legte er „den Grundstein für die spätere Verfolgung Lissners in der Mandschurei.“ Später kolportierte Josef Meisinger – scheinbar auf Otts Idee aufbauend – Vorwürfe einer angeblichen Sowjetspionage Lissners.
Nach dreiwöchiger Haft erwirkten der Heeresrichter Karl Sack und Hans von Dohnanyi im Oktober 1939 die Freilassung Robert Lissners. In den folgenden Monaten ließ die Mutter Ivar Lissners, Charlotte Lissner, die gesamte Wohnungseinrichtung versteigern und reiste dann zusammen mit ihrem Mann Mitte 1940 nach Shanghai aus. Dort lebte bereits Percy Lissner, der für die AEG tätig war. Lissners Schwester Sigrid blieb jedoch trotz Zusage der Abwehr in Berlin zurück und wurde in der ersten Hälfte des Jahres 1941 von der Gestapo umgebracht. Laut Heinz Höhne starb Sigrid Lissner erst im Jahr 1943 „unter ungeklärten Umständen“.
Mit Hilfe von deutschen Kaufleuten und Exil-Russen baute Lissner in Harbin ein Spionagenetz auf, das bis nach Sibirien reichte und ihm bei Admiral Canaris in Berlin einen hervorragenden Ruf verschaffte. Er konnte detaillierte Angaben über die sowjetischen Truppen und Kommandeure im Fernen Osten machen. Nach den Worten von Admiral Canaris, der mit Hilfe von Lissners Informationen auf den Lagebesprechungen im Führerhauptquartier glänzen konnte, vom März 1943 war er deren einzige Quelle im Bereich der asiatischen Sowjetunion und dem Bereich der Mandschurei. Im August 1941 wurde er sogar durch ein direktes Schreiben der Reichskanzlei rehabilitiert und erhielt das Kriegsverdienstkreuz II. Klasse mit Schwertern. Für nationalsozialistische Zeitschriften, wie Lissner verlangt hatte, durfte er jedoch nicht weiter schreiben, und in die NSDAP wurde er ebenfalls nicht wieder aufgenommen. Sein fehlender offizieller Status war für Lissner gegenüber den Japanern, innerhalb der deutschen Gemeinde in Harbin und seinen russischen Informanten ein Problem, doch konnte die Abwehr nicht mehr für ihn erreichen.
Lissner versuchte in der Folge eine eigene Legende als hoher Gestapo-Offizier aufzubauen (gegenüber den Japanern in der Mandschurei bezeichnete er sich sogar als Gestapochef für den Fernen Osten.) Als das den deutschen offiziellen Stellen in Tokio hinterbracht wurde, war insbesondere der eigentliche „Sonderbeauftragte des SD“ in Japan (später Polizeiattache an der deutschen Botschaft) SS-Standartenführer Josef Meisinger wütend. Man beobachtete Lissner und stellte fest, dass er regelmäßig das sowjetische Konsulat in Harbin besuchte. Lissner betrieb ein Doppelspiel, er lieferte diesen Informationen über die japanische Armee und erhielt dafür Spielmaterial.
Als Lissner von der Gefahr, die ihm drohte, erfuhr, setzte er sich mit allen Mitteln zur Wehr. Im Oktober 1941 war Richard Sorge in Tokio verhaftet worden, der vorher beste Beziehungen in nationalsozialistischen Kreisen in Tokio unterhalten hatte, auch zu Botschafter Ott. Dieser hatte noch versucht, die Beschuldigungen gegen Sorge als japanische Polizeiintrige herunterzuspielen, gehörte aber selbst zu den Informanten Sorges. Lissner ließ diese Version in einem Funkspruch vom 23. März 1942 auffliegen, was in Berlin einen Skandal im Auswärtigen Amt verursachte und zur Abberufung Otts führte. Das führte aber auch dazu, dass man im Auswärtigen Amt Lissners Arbeit sabotierte. Die Abwehr konnte hier nur begrenzt einschreiten, Canaris wandte sich aber in einem direkten Schreiben an Himmler gegen die Behinderung ihres Agenten Lissner. Meisinger beschloss daraufhin, die weitere Verfolgung Lissners dem japanischen Geheimdienst zu überlassen, bei dem er Lissner als sowjetischen Spion anschwärzte.
Im Juni 1943 wurde Lissner verhaftet, zusammen mit seinem Journalistenkollegen und Freund Werner Crome, seinem japanischen Sekretär und seiner deutschen Sekretärin. Lissner verbrachte ein Jahr und acht Monate in einem japanischen Gefängnis, wo er schwer gefoltert wurde und einen Suizidversuch unternahm. Zunächst war er in der Hand der berüchtigten japanischen Militärpolizei Kempeitai. Später wurde er von einem japanischen Gericht vom Vorwurf der Sowjetspionage freigesprochen. Im Januar/Februar 1945 wurde Lissner aus dem Gefängnis in ein Hotel verlegt. Er war linksseitig völlig gelähmt, litt an Rückgratschmerzen und Herzbeschwerden und war auf dem rechten Auge fast erblindet. Bei Ankunft der Alliierten wurde Lissner im August 1945 schließlich freigelassen.
Ivar Lissner war nach dem Krieg ab 1949 Chefredakteur der illustrierten Zeitschrift Kristall des Axel Springer Verlags. Dies blieb er bis Anfang 1956. Danach ging er nach München und dann nach Paris, wo er Autor bei Paris Match wurde (mit dem Titel Grand Ecrivain Historique). Bekannt wurde er aber vor allem als Autor mehrerer kulturgeschichtlicher Bücher, wie Wir sind das Abendland, Wir alle suchen das Paradies und Rätselhafte Kulturen, die in viele Sprachen übersetzt und Bestseller wurden. Er verfasste auch noch in Japan kurz nach dem Krieg Memoiren in englischer Sprache, die aber bei seinem Tod unvollendet waren (sie gehen nur bis 1940) und 1975 in der 2. Auflage bei Droemer Knaur von Heinz Höhne bearbeitet und mit einem Nachwort versehen wurden.
Lissner war seit 1950 mit der Schauspielerin Ruth Niehaus verheiratet und hatte eine Tochter Imogen Lissner, heute Imogen Jochem. Sein Grab befand sich in Huémoz bei Chesières sur Ollon und wurde im Sommer 2014 eingeebnet.

## Veröffentlichungen (Auswahl)
- Blick nach Draußen. Frankreich, USA, England heute. Hanseatische VA, Hamburg 1935.
- Glaube, Mythos, Religion. Gondrom Verlag, Bindlach 1990, ISBN 3-8112-0641-9.
- Haftungsbeschränkung des Einzelkaufmanns nach ausländischem Recht. Pöppinghaus Verlag, Bochum 1936 (zugl. Dissertation, Universität Erlangen 1936).
- Mein gefährlicher Weg. Vergeben, aber nicht vergessen. Droemer Knaur, München 1975, ISBN 3-426-00396-1 (Autobiographie; mit Nachwort Der Fall Lissner, von Heinz Höhne, S. 221–272).
- Der Mensch und seine Gottesbilder. Walter-Verlag, Olten 1982, ISBN 3-530-52709-2.
- Menschen und Mächte am Pazifik. 5. Aufl. Hanseatische VA, Hamburg 1943.
- Die Rätsel der großen Kulturen. Dtv, München 1979, ISBN 3-423-01498-9 (früherer Titel Rätselhafte Kulturen).
- So habt Ihr gelebt. Die großen Kulturen der Menschheit. 1955; Neuaufl. Dtv, München 1977, ISBN 3-423-01242-0.
- So lebten die römischen Kaiser. Von Macht und Wahn der Cäsaren. Dtv, München 1980, ISBN 3-423-01263-3 (früherer Titel Die Cäsaren).
- So lebten die Völker der Urzeit. Walter-Verlag, Olten 1975, ISBN 3-530-52708-4 (früherer Titel Aber Gott war da).
- Wir alle suchen das Paradies. ein Vermächtnis. Ullstein, Frankfurt/M. 1977, ISBN 3-548-03329-6.
- Wir sind das Abendland. Gestalten, Mächte und Schicksale durch 7000 Jahre. Gondrom Verlag, Bindlach 1993, ISBN 3-8112-1065-3 (Nachdruck Walter Verlag, Olten 1966).